# Freestate
Freestate es una canción del grupo inglés de música electrónica Depeche Mode compuesta por Martin Gore, publicada en el álbum Ultra de 1997.

## Descripción
Es un tema meramente orgánico de DM, como muy pocos en su discografía, conducido por una guitarra acústica, y una letra onírica sobre la libertad del alma.
Es uno de esos temas más líricos que musicales, pese a lo largo de toda la musicalización con sus casi siete minutos, de hecho el más largo de todo el álbum Ultra que ya de por sí está conformado por temas en su mayoría prolongados en duración.
La lírica es una dedicatoria de comprensión, de algún modo capitalizada en temas posteriores, aunque en Freestate hay un cierto dejo de tristeza implícita, una suerte de canción más “adulta” o un ofrecimiento para emanciparse de la juventud o la inmadurez, sentada sobre un sonido propio de la música country norteamericana debido a las cuerdas, un acompañamiento electrónico de una sola base sintética que queda bastante relegada y efectos varios sólo de complemento.
Está conformada primeramente por una estrofa, un puente en donde hace su propuesta a “Déjate ir”, segunda estrofa, otro puente cambiando sólo la última línea, y coro el cual se torna de sonido algo más dramático diciendo “Sal de tu jaula, Y hacia el estado, Es tiempo de empezar, Haciendo tu parte, (la)Libertad espera, Abre las puertas, Abre tu mente, Estado de Libertad”, esta última el título compuesto Freestate; tercer estrofa con puente y nuevamente el coro, aunque en realidad todo a una sola voz.
Sin embargo, el intro y el cierre son muy largos, y es en donde también presenta particularidades, pues comienza con la base electrónica de tipo ambiental o trip hop, uno de los elementos introducidos en la música de DM en el álbum Ultra, que luego se complementa con la guitarra; mientras el cierre también está sentado sobre la base con sólo unos acordes de la guitarra en una notación sumamente blues.
Aun así, no es exactamente un tema blues, frecuente tendencia de inspiración de Martin Gore, sino más propiamente un verdadero folk rock, por ello que resulte un tema tan característico pues en retrospectiva no existe ningún otro tema folk en el repertorio de DM, y Freestate pareciera un tema endeudado con cierta influencia de Bob Dylan, el mayor artífice del folk.
Con semejante conjunto de elementos, es una de las canciones que mostraron una mayor evolución musical de DM, alejada de la temática enamoradiza de siempre o del provocativo cinismo que los volviera famosos en los ochenta, una de las muestras del porque Ultra fue según la crítica el álbum donde Depeche Mode “sonaba como debía sonar”, sin estancarse en el pasado, incorporando lo mejor de las nuevas tendencias y sin necesitar de reintegrarse como grupo.
Como curiosidad, es uno de los poquísimos temas de DM cantados en su totalidad solo por David Gahan, sin segunda voz de Martin Gore, apenas junto con otros como Rush del álbum Songs of Faith and Devotion de 1993.
En el álbum aparece continuado tras el instrumental Jazz Thieves, casualmente el más largo de los interludios trip hop introducidos en la álbumes del grupo desde Ultra.
Freestate no ha sido interpretada en el escenario por DM.
- Datos: Q5650284